# エラスモ・ラミレス (右投手)
エラスモ・ホセ・ラミレス・オリベラ（Erasmo José Ramírez Olivera, 1990年5月2日 - ）は、ニカラグアのリバス県リバス出身のプロ野球選手（投手）。右投右打。MLBのミネソタ・ツインズ傘下所属。
愛称はエブリデイ・エラスモ、ミート。

## 経歴

### プロ入り前
ニカラグアで生まれ、12歳の時にエルサルバドルへ移住した。

### プロ入りとマリナーズ時代
2007年9月1日にアマチュア・フリーエージェントでシアトル・マリナーズと契約を結んでプロ入り。
2012年4月9日のテキサス・レンジャーズ戦でリリーフとしてメジャーデビューを果たした。6月14日のサンディエゴ・パドレス戦で初先発した。先発として5試合目の登板となった9月11日のトロント・ブルージェイズ戦でメジャー初勝利を挙げた。オフの11月には、パナマで行われた第3回ワールド・ベースボール・クラシック（WBC）予選のニカラグア代表に選出された。同大会では第1戦のコロンビア戦で先発したが、敗戦投手となった。
2014年2月27日にマリナーズと1年契約に合意した。この年は17試合（うち14試合先発）に登板したが、1勝6敗、防御率5.26、WHIP1.54と打ち込まれた。

### レイズ時代
2015年3月31日にマイク・モンゴメリーとのトレードで、タンパベイ・レイズへ移籍した。レイズ加入1年目は、先発ローテーションのスポットを勝ち取り、34試合中27試合で先発投手として投げた。規定投球回に到達し、11勝6敗、防御率3.75という好成績をマークしてブレイクを果たした。
2016年はリリーフに転身し、64試合（うち先発1試合）に登板した。防御率は前年と同水準の3.77であり、勝敗（7勝11敗）では先発投手のような多さだった。
2017年5月28日の試合に延長15回から登板し、セーブを記録した。29日には先発登板したが、セーブを記録した翌日に先発登板するのは33年ぶりのことだった。

### マリナーズ復帰
2017年7月28日にスティーブ・シシェックとのトレードでマリナーズへ移籍した。この年は2球団合計で37試合（先発19試合）に投げ、5勝6敗1セーブ、防御率4.37という成績であった。
2018年は大円筋を痛めて長期離脱し、10試合（全て先発）の登板にとどまった。オフの11月2日にFAとなった。前後するが、10月29日には2018日米野球のMLB選抜に選出された。この大会時は前述の通りFAで所属球団がなかったがマリナーズのユニフォームで出場している。

### レッドソックス時代
2018年12月18日にボストン・レッドソックスとマイナー契約を結び、2019年のスプリングトレーニングに招待選手として参加することになった。
2019年は開幕を傘下のAAA級ポータケット・レッドソックスで迎え、4月16日にメジャー契約を結んでアクティブ・ロースター入りした。4月19日にDFAとなり、21日にマイナー契約でAAA級ポータケットへ配属された。レギュラーシーズン終了後の10月1日にFAとなった。

### メッツ時代
2020年1月24日にニューヨーク・メッツとマイナー契約を結び、スプリングトレーニングに招待選手として参加することになった。9月4日にメジャー契約を結んでアクティブ・ロースター入りした。オフの10月28日にFAとなった。

### タイガース時代
2021年1月19日にデトロイト・タイガースとマイナー契約を結び、スプリングトレーニングに招待選手として参加することになった。シーズンでは5月4日にAAA級トレド・マッドヘンズへ配属されて開幕を迎えた。5月8日にメジャー契約を結んでアクティブ・ロースター入りした。8月27日にDFAとなり、翌28日に自由契約となった。

### ナショナルズ時代

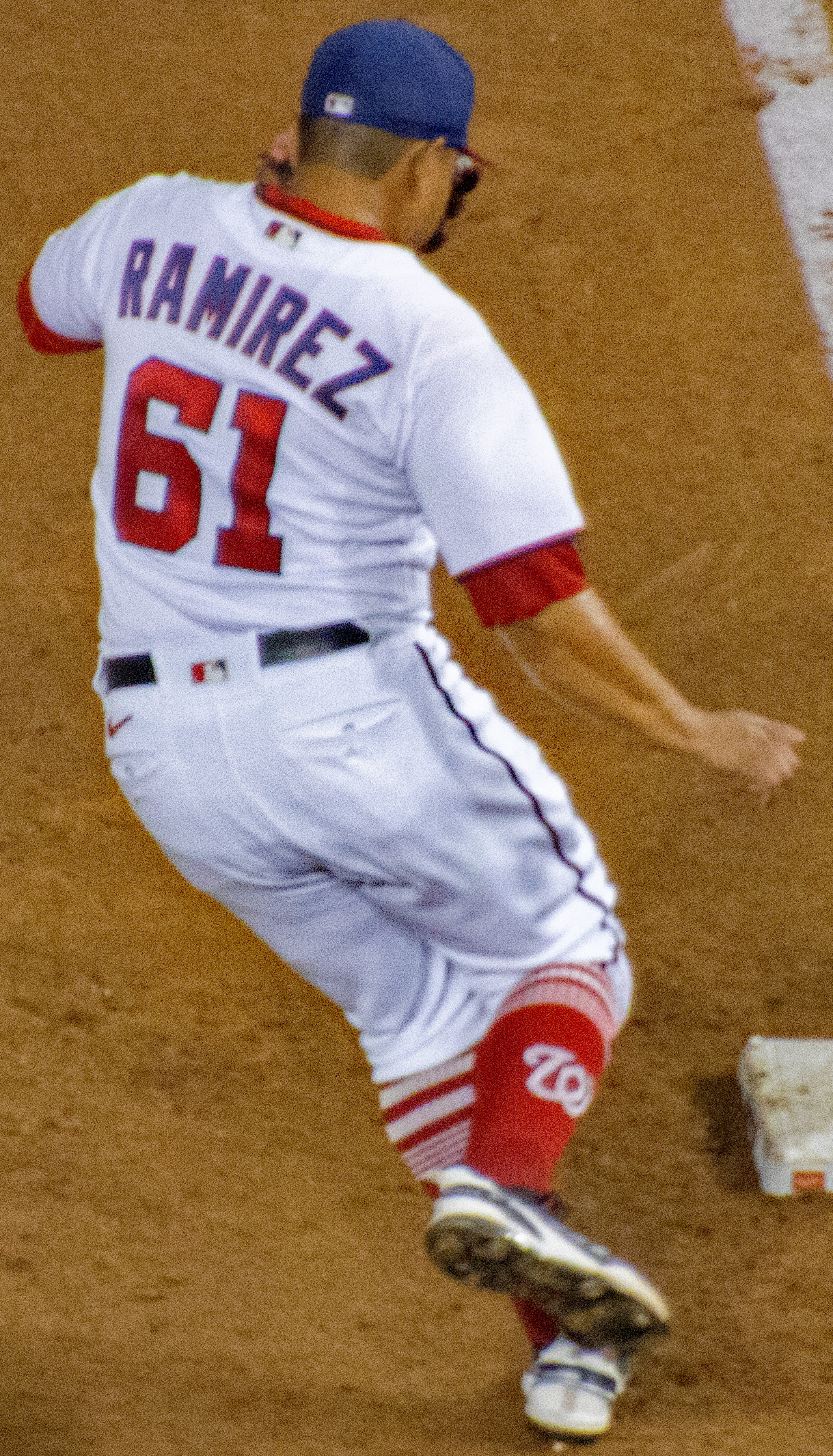
ワシントン・ナショナルズ時代
(2023年4月4日)

2022年3月16日にワシントン・ナショナルズとマイナー契約を結んだ。4月21日にメジャー契約を結んでアクティブ・ロースター入りした。オフの11月6日にFAとなったが、12月20日に再契約を結んだ。
2023年は23試合（27イニング）に登板したが、防御率6.33、わずか13奪三振と苦戦し、6月7日にDFAとなり、8日に自由契約となった。

### レイズ復帰
2023年6月13日にタンパベイ・レイズとマイナー契約を結んだ。7月30日に40人ロースターに登録された。この年は2チーム合計で38試合（先発2試合）に登板して3勝3敗3ホールド、防御率6.41、43奪三振を記録した。
2024年はメジャーで13試合の登板に終わった。残りの成績は3勝無敗1セーブ、防御率4.35の成績であった。レギュラーシーズン終了後の10月4日にFAとなった。

### ツインズ傘下時代
2025年2月15日にミネソタ・ツインズとマイナー契約を結び、同年のスプリングトレーニングに招待選手として参加することになった。また、その日のうちにAAA級セントポール・セインツに配属された。

## 詳細情報

### 年度別投手成績
| 年 度     | 球 団     | 登 板 | 先 発 | 完 投 | 完 封 | 無 四 球 | 勝 利 | 敗 戦 | セ 丨 ブ | ホ 丨 ル ド | 勝 率 | 打 者 | 投 球 回 | 被 安 打 | 被 本 塁 打 | 与 四 球 | 敬 遠 | 与 死 球 | 奪 三 振 | 暴 投 | ボ 丨 ク | 失 点 | 自 責 点 | 防 御 率 | W H I P |
| --------- | --------- | ----- | ----- | ----- | ----- | -------- | ----- | ----- | -------- | ----------- | ----- | ----- | -------- | -------- | ----------- | -------- | ----- | -------- | -------- | ----- | -------- | ----- | -------- | -------- | ------- |
| 2012      | SEA       | 16    | 8     | 0     | 0     | 0        | 1     | 3     | 0        | 0           | .250  | 238   | 59.0     | 47       | 6           | 12       | 1     | 3        | 48       | 0     | 0        | 26    | 22       | 3.36     | 1.00    |
| 2013      | SEA       | 14    | 13    | 0     | 0     | 0        | 5     | 3     | 0        | 0           | .625  | 321   | 72.1     | 79       | 12          | 26       | 0     | 3        | 57       | 0     | 0        | 44    | 40       | 4.98     | 1.45    |
| 2014      | SEA       | 17    | 14    | 0     | 0     | 0        | 1     | 6     | 0        | 0           | .143  | 338   | 75.1     | 82       | 13          | 34       | 2     | 6        | 60       | 3     | 0        | 44    | 44       | 5.26     | 1.54    |
| 2015      | TB        | 34    | 27    | 0     | 0     | 0        | 11    | 6     | 0        | 0           | .647  | 666   | 163.1    | 145      | 16          | 40       | 0     | 9        | 126      | 3     | 0        | 73    | 68       | 3.75     | 1.13    |
| 2016      | TB        | 64    | 1     | 0     | 0     | 0        | 7     | 11    | 2        | 15          | .389  | 378   | 90.2     | 90       | 14          | 26       | 5     | 4        | 63       | 7     | 0        | 39    | 38       | 3.77     | 1.28    |
| 2017      | TB        | 26    | 8     | 0     | 0     | 0        | 4     | 3     | 0        | 7           | .571  | 282   | 69.1     | 66       | 10          | 16       | 1     | 1        | 55       | 1     | 0        | 39    | 37       | 4.80     | 1.18    |
| 2017      | SEA       | 11    | 11    | 0     | 0     | 0        | 1     | 3     | 0        | 0           | .250  | 257   | 62.0     | 57       | 12          | 15       | 1     | 1        | 54       | 0     | 0        | 31    | 27       | 3.92     | 1.16    |
| '17計     | SEA       | 37    | 19    | 0     | 0     | 0        | 5     | 6     | 1        | 7           | .455  | 539   | 131.1    | 123      | 22          | 31       | 2     | 2        | 109      | 1     | 0        | 70    | 64       | 4.39     | 1.17    |
| 2018      | SEA       | 10    | 10    | 0     | 0     | 0        | 2     | 4     | 0        | 0           | .333  | 202   | 45.2     | 52       | 14          | 12       | 0     | 3        | 33       | 0     | 0        | 35    | 33       | 6.50     | 1.40    |
| 2019      | BOS       | 1     | 0     | 0     | 0     | 0        | 0     | 0     | 0        | 0           | ----  | 15    | 3.0      | 4        | 2           | 1        | 0     | 1        | 1        | 0     | 0        | 4     | 4        | 12.00    | 1.67    |
| 2020      | NYM       | 6     | 0     | 0     | 0     | 0        | 0     | 0     | 1        | 0           | ----  | 53    | 14.1     | 8        | 1           | 4        | 0     | 0        | 9        | 0     | 0        | 1     | 1        | 0.63     | 0.84    |
| 2021      | DET       | 17    | 0     | 0     | 0     | 0        | 1     | 1     | 0        | 1           | .500  | 109   | 26.2     | 24       | 4           | 5        | 0     | 1        | 20       | 0     | 0        | 17    | 17       | 5.74     | 1.09    |
| 2022      | WSH       | 60    | 2     | 0     | 0     | 0        | 4     | 2     | 0        | 5           | .667  | 347   | 86.1     | 79       | 11          | 14       | 1     | 6        | 61       | 1     | 0        | 31    | 28       | 2.92     | 1.08    |
| 2023      | WSH       | 23    | 0     | 0     | 0     | 0        | 2     | 3     | 0        | 2           | .400  | 126   | 27.0     | 36       | 4           | 6        | 0     | 3        | 13       | 0     | 1        | 20    | 19       | 6.33     | 1.56    |
| 2023      | TB        | 15    | 2     | 0     | 0     | 0        | 1     | 0     | 0        | 1           | 1.000 | 148   | 33.1     | 46       | 7           | 7        | 0     | 1        | 30       | 2     | 0        | 27    | 24       | 6.48     | 1.59    |
| '23計     | TB        | 38    | 2     | 0     | 0     | 0        | 3     | 3     | 0        | 3           | .500  | 274   | 60.1     | 82       | 11          | 13       | 0     | 4        | 43       | 2     | 1        | 47    | 43       | 6.41     | 1.57    |
| 2024      | TB        | 13    | 0     | 0     | 0     | 0        | 3     | 0     | 1        | 0           | 1.000 | 85    | 20.2     | 12       | 5           | 10       | 1     | 1        | 15       | 2     | 0        | 12    | 10       | 4.35     | 1.06    |
| MLB：13年 | MLB：13年 | 327   | 96    | 0     | 0     | 0        | 43    | 45    | 5        | 31          | .489  | 3565  | 849.0    | 827      | 131         | 228      | 12    | 43       | 645      | 19    | 1        | 443   | 412      | 4.37     | 1.24    |

- 2024年度シーズン終了時

### 背番号
- 50（2012年 - 2014年）
- 30（2015年 - 2017年7月27日）
- 31（2017年7月31日 - 2019年）
- 43（2020年）
- 66（2021年）
- 61（2022年 - 2024年）

### 代表歴
- 2013 ワールド・ベースボール・クラシック・ニカラグア代表